# سياسة التأشيرات في إثيوبيا
يجب على زوّار إثيوبيا الحصول على تأشيرة من إحدى البعثات الدبلوماسية الإثيوبية، ما لم يكونوا من إحدى الدول المعفاة من التأشيرة أو من الدول التي يُسمح لمواطنيها بالتقدّم بطلب للحصول على تأشيرة إلكترونية أو تأشيرة عند الوصول.

## خريطة سياسة التأشيرات

سياسة التأشيرات في إثيوبيا
إثيوبيا
لا تحتاج إلى تأشيرة
تأشيرة عند الوصول أو تأشيرة إلكترونية
تأشيرة عند الوصول
تأشيرة إلكترونية
تأشيرة مطلوبة

## الإعفاء من التأشيرة
مواطنو الدول التالية لا يحتاجون إلى تأشيرة لزيارة إثيوبيا:
| - جيبوتي (3 أشهر) - كينيا (سنة واحدة) |

### الترانزيت
بغض النظر عن الجنسية، لا يحتاج المسافرون العابرون إلى تأشيرة إذا وصلوا جوًا، وبقوا في منطقة الترانزيت المسموح بها وغادروا جوًا خلال 12 ساعة.

## التأشيرة عند الوصول
يمكن إصدار تأشيرة سياحية (صالحة حتى 3 أشهر) عند الوصول في مطار بولي الدولي بأديس أبابا لمواطني الدول والأقاليم التالية، أو للأشخاص الحاصلين على تصاريح إقامة صادرة عنها.
| - الدول الأعضاء في الاتحاد الأفريقي1 - جميع دول الاتحاد الأوروبي \| - الأرجنتين - أستراليا - البحرين - بيلاروس - البوسنة والهرسك - البرازيل - كندا - الصين - جورجيا - هونغ كونغ - آيسلندا \| - الهند - إندونيسيا - إسرائيل - اليابان - الأردن - كوسوفو - الكويت - لبنان - ليختنشتاين - ماليزيا - المكسيك \| - موناكو - الجبل الأسود - نيوزيلندا - كوريا الشمالية - مقدونيا الشمالية - النرويج - عُمان - الفلبين - قطر - روسيا - السعودية \| - صربيا - سنغافورة - كوريا الجنوبية - سويسرا - تايوان - تايلاند - تركيا - أوكرانيا - الإمارات العربية المتحدة - المملكة المتحدة - الولايات المتحدة \| \| | | | |  |
| - الأرجنتين - أستراليا - البحرين - بيلاروس - البوسنة والهرسك - البرازيل - كندا - الصين - جورجيا - هونغ كونغ - آيسلندا | - الهند - إندونيسيا - إسرائيل - اليابان - الأردن - كوسوفو - الكويت - لبنان - ليختنشتاين - ماليزيا - المكسيك | - موناكو - الجبل الأسود - نيوزيلندا - كوريا الشمالية - مقدونيا الشمالية - النرويج - عُمان - الفلبين - قطر - روسيا - السعودية | - صربيا - سنغافورة - كوريا الجنوبية - سويسرا - تايوان - تايلاند - تركيا - أوكرانيا - الإمارات العربية المتحدة - المملكة المتحدة - الولايات المتحدة |  |

1 - باستثناء مواطني: مصر، إريتريا، ليبيا، نيجيريا، والسودان.

## التأشيرة الإلكترونية

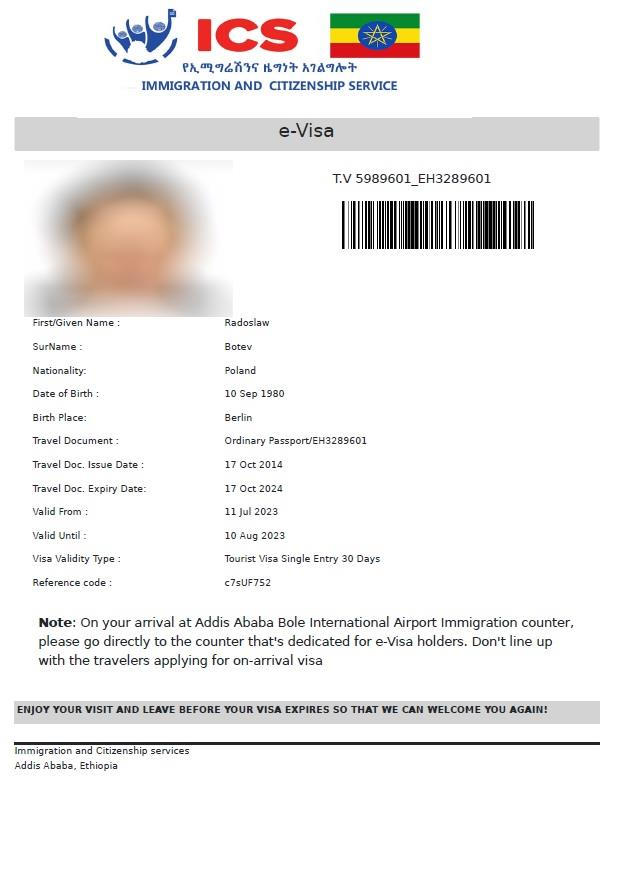
نموذج لتأشيرة إثيوبية إلكترونية

أطلقت إثيوبيا منصتها الخاصة بالتأشيرة الإلكترونية في 12 يونيو 2017. جميع مواطني دول العالم مؤهلون للحصول على تأشيرة سياحية إلكترونية.
يجب على المسافرين الحاصلين على تأشيرة إلكترونية دخول إثيوبيا عبر مطار بولي الدولي بأديس أبابا. الدخول من أي منفذ آخر غير مسموح به.
وفقًا لموقع التأشيرة الإلكترونية، اعتبارًا من 18 نوفمبر 2020، لا تُقبل معاملات الدفع ببطاقات الائتمان للمتقدمين من الدول التالية ومن منطقة القرم.

| - أفغانستان - كوبا - العراق | - كوريا الشمالية - الصومال - جنوب السودان | - السودان - سوريا - اليمن |

## العبور عبر الحدود البرية
التأشيرات مطلوبة لجميع الزوّار (باستثناء مواطني كينيا وجيبوتي المعفيين من التأشيرة) عند دخول إثيوبيا عبر الحدود البرية. يجب الحصول على التأشيرات مسبقًا من إحدى البعثات الدبلوماسية الإثيوبية.